# Недостаточность 6-пирувоилтетрагидроптеринсинтазы

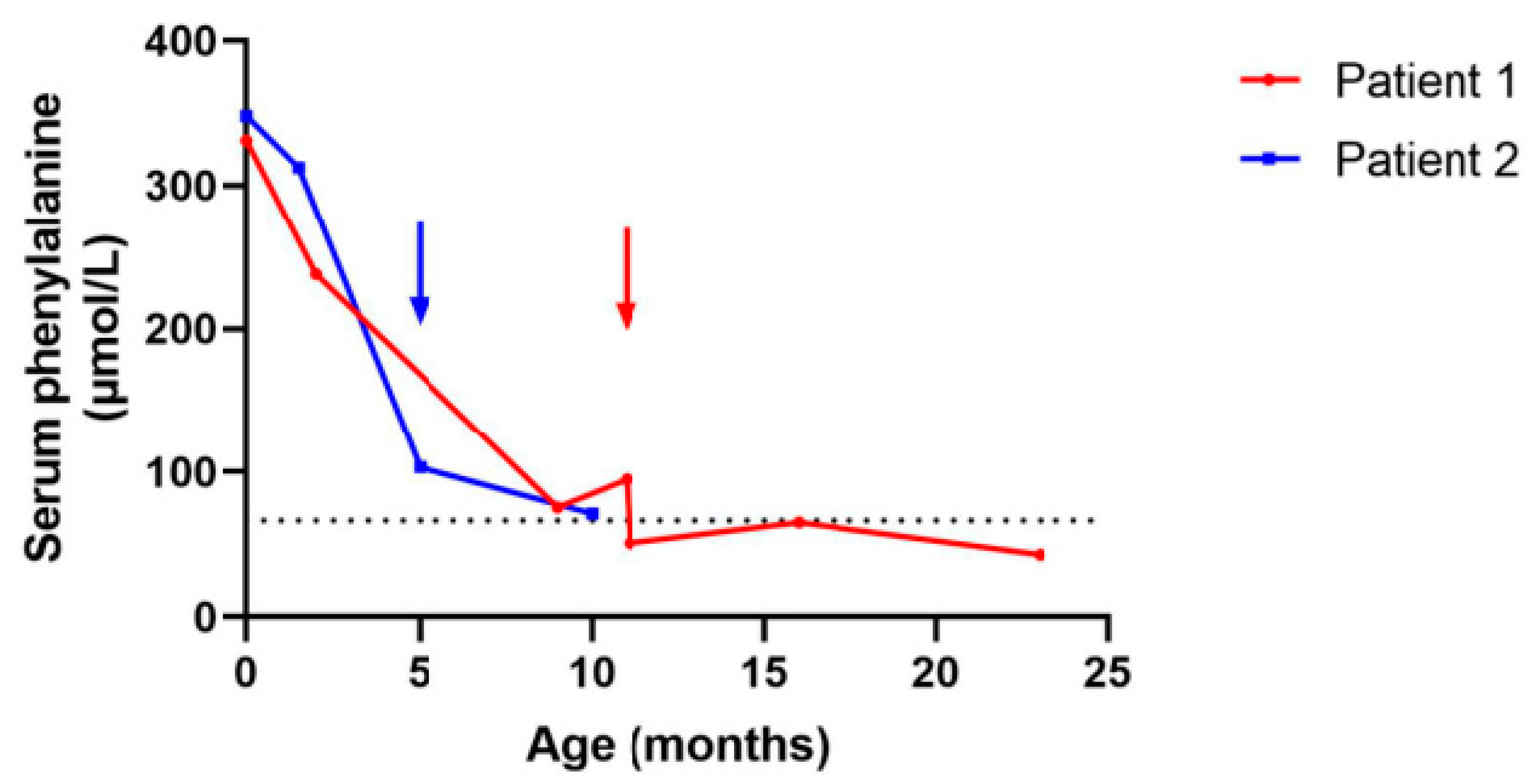
Уровни фенилаланина в крови у двух пациентов с недостаточностью 6-пирувоилтетрагидроптеринсинтазы до и после назначения сапроптерина, синтетического аналога тетрагидробиоптерина (BH_{4}). Моменты назначения препарата помечены стрелками, а горизонтальная пунктирная линия демонстрирует верхний предел нормального диапазона концентрации фенилаланина в крови. Иллюстрация из описания двух клинических случаев за авторством Lucia Maria Sur et al., 2023.

Недостаточность 6-пирувоилтетрагидроптеринсинтазы - редкое заболевание, наследуемое по аутосомно-рецессивному типу. Мутации гена PTS при данном заболевании нарушают одну из реакций в цепочке синтеза тетрагидробиоптерина (BH4), в результате чего у пациента развивается избыток аминокислоты фенилаланина. В свою очередь сбой производства тетрагидробиоптерина, необходимого для выработки нескольких нейромедиаторов, приводит к недостатку этих нейромедиаторов. У пациентов наблюдается целый ряд симптомов, включающий аксиальную гипотонию, задержку развития, когнитивные нарушения, эпилептические приступы, но не ограничивающийся ими. Терапия заболевания заключается в восполнении недостающих нейромедиаторов и мерах, направленных на борьбу с гиперфенилаланинемией.

## Эпидемиология
Точные данные о распространенности и заболеваемости отсутствуют, но возможна косвенная оценка по наиболее яркому лабораторному показателю - гиперфенилаланинемии. По данным скрининга новорожденных в странах Европы, гиперфенилаланинемия отмечается приблизительно у 1 новорожденного младенца из 10000. Считается, что лишь около 1-2% от всех случаев младенческой гиперфенилаланинемии вызываются недостаточностью BH4. В свою очередь, недостаточность 6-пирувоилтетрагидроптеринсинтазы является одной из шести известных форм недостаточности BH4, но при этом она считается самой распространенной причиной избытка фенилаланина у пациентов с недостаточностью BH4. По данным международного исследования, 54% пациентов с формами недостаточности BH4, сопровождаемыми повышенными уровнями фенилаланина, страдают недостаточностью 6-пирувоилтетрагидроптеринсинтазы; на втором месте стоит недостаточность дигидроптеридинредуктазы с показателем 33%.